# Стефані Коен-Алоро
Стефані Коен-Алоро (фр. Stéphanie Cohen-Aloro, нар. 18 березня 1983) — колишня професійна французька тенісистка.
Здобула сім одиночних та дев'ять парних титулів туру ITF. 
Найвищу одиночну позицію рейтингу WTA — 61 місце досягнула 5 жовтня 2003, парну — 54 місце — 18 липня 2005 року.
Завершила кар'єру 2011 року.

## Фінали Туру WTA

### Парний розряд: 1 (0–1)
| Легенда (до/після 2009)                |
| -------------------------------------- |
| Турніри Великого шолома                |
| Турніри WTA Tour                       |
| Tier I / Premier Mandatory & Premier 5 |
| Tier II / Premier (0–1)                |
| Tier III, IV & V / International       |

| Результат | Ранг | Дата          | Турнір                 | Покриття | Партнер        | Опонент                   | Рахунок            |
| Поразка   | 1.   | 9 лютого 2003 | Open GDF Suez, Франція | Килим    | Маріон Бартолі | Барбара Шетт Патті Шнідер | 6–2, 2–6, 6–7(5–7) |

## Фінали ITF

### Одиночний розряд Фінали (7–3)
| Турніри $100,000 |
| Турніри $75,000  |
| Турніри $50,000  |
| Турніри $25,000  |
| Турніри $10,000  |

| Результат | Ранг | Дата              | Турнір                     | Покриття   | Опонент              | Рахунок            |
| --------- | ---- | ----------------- | -------------------------- | ---------- | -------------------- | ------------------ |
| Перемога  | 1.   | 3 грудня 2001     | Бангкок, Таїланд           | Тверде     | Marina Caiazzo       | 6-4, 7-5           |
| Перемога  | 2.   | 13 жовтня 2002    | Кардіфф, Велика Британія   | Тверде (i) | Сандра Клейнова      | 6-1, 6-1           |
| Перемога  | 3.   | 25 листопада 2002 | Маунт-Гамбір, Австралія    | Тверде     | Мелінда Цінк         | 6-4, 6-2           |
| Перемога  | 4.   | 1 травня 2003     | Кань-сюр-Мер, Франція      | Ґрунт      | Юлія Бейгельзимер    | 6-4, 6-3           |
| Поразка   | 1.   | 18 жовтня 2004    | Сен-Рафаель (Вар), Франція | Тверде (i) | Барбора Стрицова     | 1-6, 2-6           |
| Перемога  | 5.   | 11 квітня 2006    | Біарріц, Франція           | Ґрунт      | Меделіна Гожня       | 6–7(1–7), 6–4, 6–4 |
| Поразка   | 2.   | 10 червня 2007    | Марсель, Франція           | Ґрунт      | Хорхеліна Краверо    | 2-6, 4-6           |
| Перемога  | 6.   | 20 квітня 2008    | Сен-Мало, Франція          | Ґрунт      | Єлена Костанич-Тошич | 6-2 7-5            |
| Перемога  | 7.   | 7 вересня 2009    | Денен, Франція             | Ґрунт      | Ксенія Первак        | 6-3, 6-4           |
| Поразка   | 3.   | 6 вересня 2010    | Денен, Франція             | Ґрунт      | Анаїс Лорендон       | 3-6, 5-7           |

### Парний розряд Фінали (12–11)
| Турніри $100,000 |
| Турніри $75,000  |
| Турніри $50,000  |
| Турніри $25,000  |
| Турніри $10,000  |

| Результат | Ранг | Дата              | Турнір                      | Покриття   | Партнер                    | Опонент                                              | Рахунок            |
| --------- | ---- | ----------------- | --------------------------- | ---------- | -------------------------- | ---------------------------------------------------- | ------------------ |
| Перемога  | 1.   | 10 вересня 2001   | Мадрид, Іспанія             | Ґрунт      | Кільдін Шевальє            | Sonia Delgado Анна Флоріс                            | 2-6, 6-2, 6-2      |
| Перемога  | 2.   | 28 квітня 2002    | Кань-сюр-Мер, Франція       | Ґрунт      | Даллі Рандріантефі         | Івета Бенешова Каролін Денін                         | 6–2, 6–4           |
| Поразка   | 1.   | 21 липня 2002     | Ле-Контамін-Монжуа, Франція | Тверде     | Анн-Лор Ейтц               | Марія Кондратьєва Katarina Mišić                     | 1–6, 6–7(4–7)      |
| Перемога  | 3.   | 12 липня 2004     | Віттель, Франція            | Ґрунт      | Северін Бельтрам           | Марія Головизніна Марія Вольфбрандт                  | 6–1, 6–3           |
| Перемога  | 4.   | 13 вересня 2004   | Бордо, Франція              | Ґрунт      | Селіма Сфар                | Еріка Краут Ясмін Вер                                | 3-6, 6-3, 6-3      |
| Поразка   | 2.   | 10 жовтня 2004    | Жуе-ле-Тур, Франція         | Ґрунт      | Селіма Сфар                | Квета Пешке Анжеліка Реш                             | walkover           |
| Перемога  | 5.   | 18 жовтня 2004    | Сен-Рафаель (Вар), Франція  | Тверде (i) | Селіма Сфар                | Барбора Стрицова Галина Воскобоєва                   | 7-6(7–3), 2-6, 6-4 |
| Перемога  | 6.   | 23 листопада 2004 | Пуатьє, Франція             | Тверде (i) | Селіма Сфар                | Габріела Хмелінова Міхаела Паштікова                 | 7-5, 6-4           |
| Перемога  | 7.   | 12 квітня 2005    | Biarritz, Франція           | Ґрунт      | Селіма Сфар                | Тімеа Бачинскі Орелі Веді                            | 6-2, 6-1           |
| Перемога  | 8.   | 15 листопада 2005 | Довіль (Кальвадос), Франція | Ґрунт (i)  | Селіма Сфар                | Альона Бондаренко Катерина Бондаренко                | 6-3, 6-1           |
| Поразка   | 3.   | 18 червня 2006    | Марсель, Франція            | Ґрунт      | Северін Бельтрам           | Кончіта Мартінес Гранадос Марія Хосе Мартінес Санчес | 5–7, 4–6           |
| Перемога  | 9.   | 9 жовтня 2006     | Жуе-ле-Тур, Франція         | Тверде (i) | Марія Хосе Мартінес Санчес | Барбора Стрицова Рената Ворачова                     | 7-5, 7-5           |
| Поразка   | 4.   | 26 березня 2007   | Латиноамериканці, Італія    | Тверде     | Селіма Сфар                | Сара Еррані Джулія Габба                             | 3-6, 6-1, 6-7(2–7) |
| Поразка   | 5.   | 6 квітня 2008     | Torhout, Бельгія            | Тверде     | Селіма Сфар                | Анастасія Павлюченкова Яніна Вікмаєр                 | 4–6, 6–4, [8–10]   |
| Runner–up | 6.   | 7 вересня 2008    | Денен, Франція              | Ґрунт      | Марі-Ев Пеллетьє           | Марет Ані Лурдес Домінгес Ліно                       | 0–6, 5–7           |
| Поразка   | 7.   | 19 липня 2009     | Контрексевіль, Франція      | Ґрунт      | Полін Пармантьє            | Івонн Мойсбургер Катрін Верле-Шеллер                 | 2–6, 2–6           |
| Перемога  | 10.  | 20 липня 2009     | Петанж, Люксембург          | Ґрунт      | Селіма Сфар                | Дарія Юрак Катрін Верле-Шеллер                       | 6-2, 3-6, [10-7]   |
| Поразка   | 8.   | 12 жовтня 2009    | Жуе-ле-Тур, Франція         | Тверде (i) | Орелі Веді                 | Юлія Федосова Селіма Сфар                            | 6–4, 0–6, [8–10]   |
| Перемога  | 11.  | 22 лютого 2010    | Біберах-на-Рісі, Німеччина  | Тверде (i) | Селіма Сфар                | Мона Бартель Кармен Клашка                           | 5-7, 6-1, [10-5]   |
| Runner–up | 9.   | 2 травня 2010     | Кань-сюр-Мер, Франція       | Ґрунт      | Крістіна Младенович        | Мервана Югич-Салкич Дарія Юрак                       | 6–0, 2–6, [5–10]   |
| Поразка   | 10.  | 12 червня 2010    | Марсель, Франція            | Ґрунт      | Орелі Веді                 | Юганна Ларссон Івонн Мойсбургер                      | 4–6, 2–6           |
| Поразка   | 11.  | 17 жовтня 2010    | Жуе-ле-Тур, Франція         | Тверде (i) | Селіма Сфар                | Татьяна Марія Ірена Павлович                         | 4–6, 7–5, [8–10]   |
| Перемога  | 12.  | 24 січня 2011     | Гренобль, Франція           | Тверде     | Селіма Сфар                | Ірина Бремон Орелі Веді                              | 6–1, 6–3           |